# Mikael Enckell
Valter Mikael Henrik Enckell, född 2 september 1932 i Helsingfors, är en finlandssvensk psykoanalytiker och författare. Han är son till författaren Rabbe Enckell och far till psykoanalytikern Henrik Enckell och poeten Agneta Enckell.

## Priser och utmärkelser
- 1992 – Tollanderska priset
- 1998 – Svenska Akademiens Finlandspris
- 2009 – Längmanska kulturfondens Finlandspris